# 2007년 세계 유도 선수권 대회
2007년 세계 유도 선수권 대회(포르투갈어: Campeonato Mundial de Judô de 2007)는 국제 유도 연맹(IJF) 주관으로 2007년 9월 13일부터 16일까지 브라질 리우데자네이루에서 열린 세계 유도 선수권 대회이다.

## 메달 집계
| 순위 | 국가                   | 금메달 | 은메달 | 동메달 | 합계 |
| ---- | ---------------------- | ------ | ------ | ------ | ---- |
| 1    | 일본                   | 3      | 2      | 4      | 9    |
| 2    | 브라질                 | 3      | 0      | 1      | 4    |
| 3    | 프랑스                 | 2      | 2      | 4      | 8    |
| 4    | 쿠바                   | 2      | 2      | 1      | 5    |
| 5    | 중화인민공화국         | 2      | 0      | 0      | 2    |
| 6    | 조지아                 | 1      | 1      | 1      | 3    |
| 7    | 네덜란드               | 1      | 0      | 3      | 4    |
| 8    | 대한민국               | 1      | 0      | 2      | 3    |
| 9    | 조선민주주의인민공화국 | 1      | 0      | 1      | 2    |
| 10   | 러시아                 | 0      | 1      | 2      | 3    |
| 11   | 영국                   | 0      | 1      | 1      | 2    |
| 12   | 아제르바이잔           | 0      | 1      | 0      | 1    |
| 12   | 벨라루스               | 0      | 1      | 0      | 1    |
| 12   | 그리스                 | 0      | 1      | 0      | 1    |
| 12   | 포르투갈               | 0      | 1      | 0      | 1    |
| 12   | 슬로베니아             | 0      | 1      | 0      | 1    |
| 12   | 스페인                 | 0      | 1      | 0      | 1    |
| 12   | 미국                   | 0      | 1      | 0      | 1    |
| 19   | 헝가리                 | 0      | 0      | 4      | 4    |
| 20   | 이탈리아               | 0      | 0      | 2      | 2    |
| 21   | 오스트리아             | 0      | 0      | 1      | 1    |
| 21   | 독일                   | 0      | 0      | 1      | 1    |
| 21   | 이란                   | 0      | 0      | 1      | 1    |
| 21   | 루마니아               | 0      | 0      | 1      | 1    |
| 21   | 타지키스탄             | 0      | 0      | 1      | 1    |
| 21   | 우즈베키스탄           | 0      | 0      | 1      | 1    |
| 합계 | 합계                   | 16     | 16     | 32     | 64   |

## 경기 결과

### 남자
| 체급                            | 금                       | 은                           | 동                               |
| 엑스트라라이트급 (-60kg) 자세히 | 뤼번 하우커스 네덜란드   | 네스토르 헤르기아니 조지아   | 루트비히 파이셔 오스트리아       |
| 엑스트라라이트급 (-60kg) 자세히 | 뤼번 하우커스 네덜란드   | 네스토르 헤르기아니 조지아   | 최민호 대한민국                  |
| 하프라이트급 (-66kg) 자세히     | 주앙 데를리 브라질       | 요르다니스 아렌시비아 쿠바   | 아라시 미레스마엘리 이란         |
| 하프라이트급 (-66kg) 자세히     | 주앙 데를리 브라질       | 요르다니스 아렌시비아 쿠바   | 운그바리 미클로시 헝가리         |
| 라이트급 (-73kg) 자세히         | 왕기춘 대한민국          | 엘누르 맴매들리 아제르바이잔 | 가나마루 유스케 일본             |
| 라이트급 (-73kg) 자세히         | 왕기춘 대한민국          | 엘누르 맴매들리 아제르바이잔 | 라술 보키예프 타지키스탄         |
| 하프미들급 (-81kg) 자세히       | 치아구 카밀루 브라질     | 앙토니 로드리게스 프랑스     | 기욤 엘몬트 네덜란드             |
| 하프미들급 (-81kg) 자세히       | 치아구 카밀루 브라질     | 앙토니 로드리게스 프랑스     | 유언 버턴 영국                   |
| 미들급 (-90kg) 자세히           | 이라클리 치레키제 조지아 | 일리아스 일리아디스 그리스   | 로베르토 멜로니 이탈리아         |
| 미들급 (-90kg) 자세히           | 이라클리 치레키제 조지아 | 일리아스 일리아디스 그리스   | 이반 페르신 러시아               |
| 하프헤비급 (-100kg) 자세히      | 루시아누 코헤아 브라질   | 피터 커즌스 영국             | 허드피 다니엘 헝가리             |
| 하프헤비급 (-100kg) 자세히      | 루시아누 코헤아 브라질   | 피터 커즌스 영국             | 오레이디스 데스파이그네 쿠바     |
| 헤비급 (+100kg) 자세히          | 테디 리네르 프랑스       | 타메를란 트메노프 러시아     | 라샤 구제지아니 조지아           |
| 헤비급 (+100kg) 자세히          | 테디 리네르 프랑스       | 타메를란 트메노프 러시아     | 주앙 실리틀레르 브라질           |
| 무제한급 자세히                 | 무네타 야스유키 일본     | 유리 리바크 벨라루스         | 마티외 바타유 프랑스             |
| 무제한급 자세히                 | 무네타 야스유키 일본     | 유리 리바크 벨라루스         | 아브둘로 탄그리예프 우즈베키스탄 |

### 여자
| 체급                            | 금                            | 은                           | 동                             |
| 엑스트라라이트급 (-48kg) 자세히 | 다니 료코 일본                | 야네트 베르모이 쿠바         | 프레데리크 조시네 프랑스       |
| 엑스트라라이트급 (-48kg) 자세히 | 다니 료코 일본                | 야네트 베르모이 쿠바         | 알리나 두미트루 루마니아       |
| 하프라이트급 (-52kg) 자세히     | 스쥔제 중화인민공화국         | 텔마 몬테이루 포르투갈       | 안금애 조선민주주의인민공화국  |
| 하프라이트급 (-52kg) 자세히     | 스쥔제 중화인민공화국         | 텔마 몬테이루 포르투갈       | 니시다 유카 일본               |
| 라이트급 (-57kg) 자세히         | 계순희 조선민주주의인민공화국 | 이사벨 페르난데스 스페인     | 사토 아이코 일본               |
| 라이트급 (-57kg) 자세히         | 계순희 조선민주주의인민공화국 | 이사벨 페르난데스 스페인     | 버츠코 베르너데트 헝가리       |
| 하프미들급 -(63kg) 자세히       | 드리울리스 곤살레스 쿠바      | 뤼시 데코스 프랑스           | 엘리사벗 빌레보르드서 네덜란드 |
| 하프미들급 -(63kg) 자세히       | 드리울리스 곤살레스 쿠바      | 뤼시 데코스 프랑스           | 다니모토 아유미 일본           |
| 미들급 (-70kg) 자세히           | 제브리스 에만 프랑스          | 론다 라우시 미국             | 일레니아 스카핀 이탈리아       |
| 미들급 (-70kg) 자세히           | 제브리스 에만 프랑스          | 론다 라우시 미국             | 메사로시 어네트 헝가리         |
| 하프헤비급 (-78kg) 자세히       | 유리셀 라보르데 쿠바          | 나카자와 사에 일본           | 스테파니 포사마이 프랑스       |
| 하프헤비급 (-78kg) 자세히       | 유리셀 라보르데 쿠바          | 나카자와 사에 일본           | 정경미 대한민국                |
| 헤비급 (+78kg) 자세히           | 퉁원 중화인민공화국           | 쓰카다 마키 일본             | 잔드라 쾨펜 독일               |
| 헤비급 (+78kg) 자세히           | 퉁원 중화인민공화국           | 쓰카다 마키 일본             | 카롤라 아윌렌후 네덜란드       |
| 무제한급 자세히                 | 쓰카다 마키 일본              | 루치야 폴라우데르 슬로베니아 | 안소피 몽디에르 프랑스         |
| 무제한급 자세히                 | 쓰카다 마키 일본              | 루치야 폴라우데르 슬로베니아 | 옐레나 이바셴코 러시아         |